# Cevdet Yılmaz

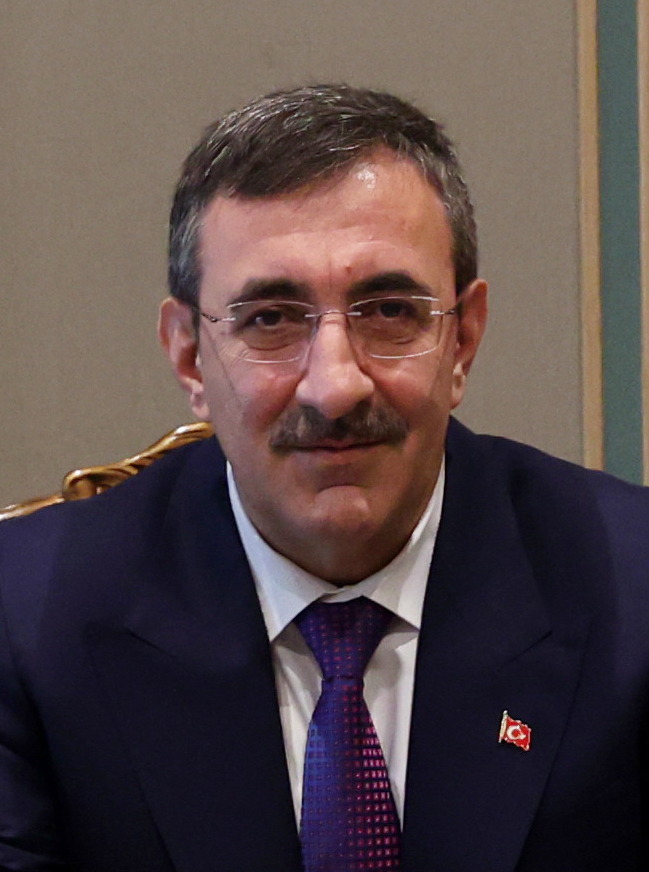
Yılmaz em 2024

Cevdet Yılmaz (Bingöl, 1 de abril de 1967) é um político turco. Desde 3 de junho de 2023 é vice-presidente da Turquia.